# 细叶冷水麻
细叶冷水麻（学名：Pilea somae）为荨麻科冷水麻属下的一个种。

## 扩展阅读
- 維基物種上的相關：细叶冷水麻